# Fond du Lac River (Athabascasee)
Der Fond du Lac River ist ein 313 km langer Zufluss des Athabascasees im Norden der kanadischen Provinz Saskatchewan, der zum Flusssystem des Mackenzie River gehört. Das Einzugsgebiet von 66.800 km² und einem mittleren Abfluss (MQ) von mehr als 300 m³/s.

## Verlauf des Flusses
Der Fluss hat seinen Ursprung im See Wollaston Lake (395 m), den er in der Cunning Bay verlässt. Er fließt in nördlicher Richtung zum Hatchet Lake (393 m) und weiter zur Waterfound Bay (376 m), wo ihm der Nebenfluss Waterfound River von links zufließt. Der Fluss setzt seinen Lauf in nördlicher Richtung weiter zum Kosdaw Lake, über die Redbank Falls (⊙) zum Otter Lake, den Manitou Falls (⊙), den Brink Rapids (⊙) und den Brassy Rapids (⊙), bevor der Hawkrock River von links einmündet. Der Fluss passiert die Hawkrock Rapids (⊙) und North Rapids (⊙) und nimmt den Perch River von rechts auf. Der Fond du Lac River passiert die Perch Rapids (⊙), trifft auf den rechts zufließenden Nebenfluss Porcupine River, erreicht die Burr Falls (⊙) und mündet schließlich in den Black Lake (276 m).
Mehrere Nebenflüsse fließen dem Fond du Lac River über den Black Lake zu, darunter von rechts der Chipman River und Souter River, sowie von links der Cree River.
Der Fluss verlässt den See an seiner nordwestlichen Seite nahe der Siedlung Black Lake, passiert später die Elizabeth Falls (⊙) und die Woodcock Rapids (⊙), sowie die Siedlung Stony Rapids, um schließlich in den Athabascasee zu münden.

## Flussfauna
Im Fluss finden sich u. a. folgende Fischarten: Glasaugenbarsch, Amerikanischer Flussbarsch, Hecht, Amerikanischer Seesaibling, Arktische Äsche, Heringsmaräne, Amerikanische Kleine Maräne, die Saugkarpfen Catostomus commersonii und Catostomus catostomus sowie die Quappe.